# 김창준 (1958년)
김창준(金昌俊, 1958년 11월 12일~)은 대한민국의 공무원이다. 제5대 문화재청 차장(2011. 11.~2013. 4.)을 지냈다.

## 학력
- 한양대학교 건축학 학사
- 연세대학교 대학원 건축공학 석사

## 경력
- 문화재청 문화재기획국 문화재기술과장
- 문화재청 문화유산국장
- 문화재청 문화재보존국장
- 문화재청 숭례문복구단장
- 문화재청 차장
- 문화재청 문화재위원회 건축문화재분과 문화재위원

| 전임 김찬 | 제5대 문화재청 차장 2011년 11월 8일~2013년 4월 14일 | 후임 박영대 |